# Josef Reischig
Josef Reischig (6. srpna 1945 – 10. srpna 2008) byl biologem se zaměřením na oblast molekulární biologie a genetiky včetně parazitologie a aplikace moderních mikroskopických technik v biologickém výzkumu.
Josef Reischig vystudoval Fakultu tělesné výchovy a sportu a Přírodovědeckou fakultu Univerzity Karlovy v Praze. Původně se zabýval elektronovou mikroskopií virových nukleových kyselin. Později přešel na konfokální mikroskopii a podílel se na řešení různých biomedicínských projektů od parazitologie a fyziologie až po molekulární biologii. Od roku 1990 byl vedoucím Biologického ústavu Lékařské fakulty Univerzity Karlovy v Plzni a zodpovídal za provoz Referenčního pracoviště optické mikroskopie firmy OLYMPUS se sídlem tamtéž. Každoročně pořádal odborné semináře se zaměřením na novinky v optické mikroskopii.
Přednášel obecnou biologii a genetiku. Po Sametové revoluci byl opakovaně volen do Akademického senátu a od roku 2004 byl členem Vědecké rady Univerzity Karlovy v Praze. Jako režisér a kameraman se podílel na tvorbě několika výukových videopořadů a na encyklopedii Videoatlas bezobratlých živočichů. Uspořádal desítky fotografických výstav s názvem: Pohled do mikrosvěta. Skrytá krása stvoření, které byly jak popularizací vědy tak i uměním.

## Život

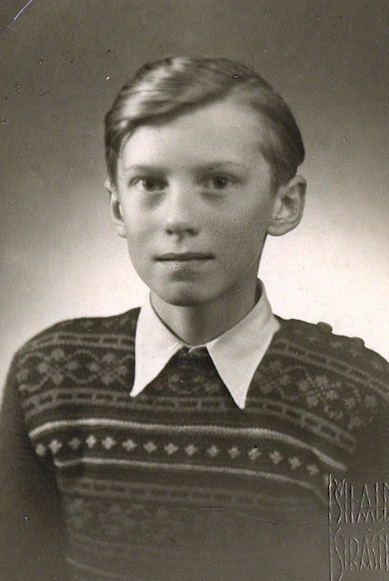
Pepík ve věku 9 let

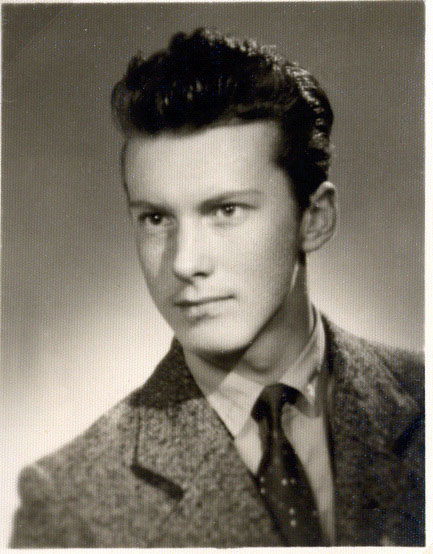
Na gymnáziu ve věku 16 let

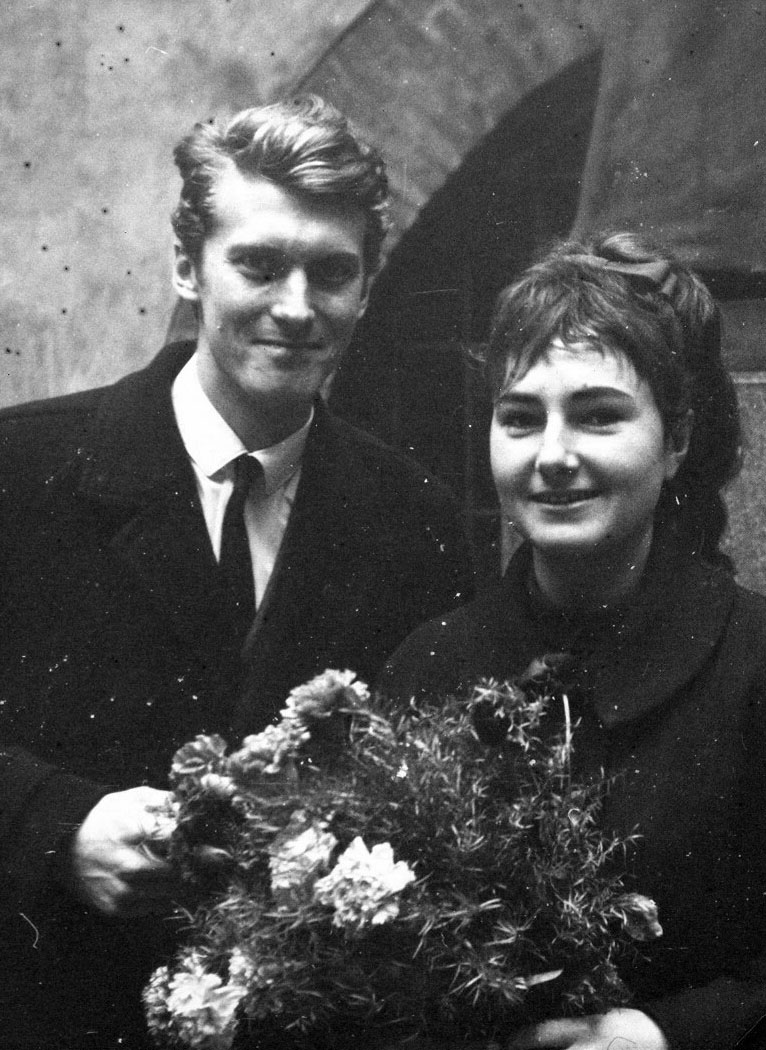
Po promoci v roce 1968 se svojí budoucí ženou Libuší

### Dětství
Josef Reischig se narodil v Nymburce 6. srpna 1945. Vyrůstal ve velké rodině, byl druhým nejstarším z pěti dětí. Otec Josef byl stavební inženýr a projektoval zejména mosty. Matka Ludmila se starala o děti a jako přivýdělek prodávala vypěstované květiny. Od mládí se věnoval sportu. Díky početné rodině a křesťansky založeným rodičům se naučil skromnosti, pokoře a dobrosrdečnému vztahu k lidem. Tyto jeho vlastnosti a sportovní duch vedl k jeho oblibě mezi studenty a kolegy z akademických kruhů.

### Školní věk
V roce 1951 se tehdy pětičlenná rodina Reischigova přestěhovala do Strašnic v Praze. Zde chodil Pepík, jak jej doma a v budoucnu i jeho přátelé nazývali, do základní školy i na gymnázium. V roce 1963 složil maturitní zkoušky. Na vysokou školu jej však nejprve nepřijali z důvodu, že nemá "dělnický původ" – rodiče byli praktikující křesťané. Poté, co si odpracoval rok v továrně, byl přijat na Univerzitu Karlovu v Praze. Studoval dva obory zároveň – sport na Fakultu tělesné výchovy a sportu a biologii na Přírodovědecké fakultě. Byl všestranným sportovcem a vynikal zejména v lehké atletice (skok vysoký dnes již nepoužívanou technikou stredl) a hokeji (někteří jeho spoluhráči byli později nominováni do reprezentačního výběru tehdejšího Československa). Během studia nasnímal makrosnímky hmyzu, které byly vydány jako série diapozitivů a byly používány jako učební pomůcka na školách.

### Mládí
Po promocích v roce 1969 pokračoval v postgraduálním studiu na Přírodovědecké fakultě Univerzity Karlovy v Praze v oborech Vybrané metody výzkumu živočišných buněk a tkání (zakončil v roce 1971) a Genetika (zakončil v roce 1972 a získal titul RNDr.) a pracoval jako asistent na katedře systematické biologie. 16. května 1969 se oženil s Libuší Zíkovou a přestěhoval se do Plzně. Zde pokračoval ve své vědecké a pedagogické práci jako asistent na Ústavu biologie Lékařské fakulty Univerzity Karlovy v Plzni. Mezi prvními úkoly mladého vědce byla spolupráce při instalaci metody přímé vizualizace virových nukleových kyselin elektronovým mikroskopem.
4. března 1972 se Josefu Reischigovi a jeho ženě Libuši narodil syn Tomáš a o dva roky později 3. dubna 1974 syn Petr. Od roku 1982 přednášel obecnou biologii a genetiku. Pro výuku připravoval vlastní učební pomůcky – mikropreparáty, videopořady, počítačové programy simulující genetické procesy, které na základě jeho zadání programoval jeho syn Petr nebo studenti.

### Zralý věk
V roce 1990 se stal vedoucím Biologického ústavu Lékařské fakulty Univerzity Karlovy v Plzni a v roce 1991 získal titul docent. Po Sametové revoluci byl (kromě jednoho funkčního období) opakovaně volen jako zástupce Lékařské fakulty Univerzity Karlovy v Plzni do Akademického senátu Univerzity Karlovy. Prof. Ing. Ivan Wilhelm, CSc., dr. h. c. mult., o něm u příležitosti 20. výročí přijetí statutu svobodné Univerzity Karlovy řekl: "... patřil především v rozhodujících momentech k opravdu vlivným senátorům a je nedostižným rekordmanem v počtu absolvovaných zasedání". Od roku 2004 byl členem Vědecké rady Univerzity Karlovy.
Josef Reischig přispěl k popularizaci vědy veřejnými přednáškami pořádanými ve spolupráci s Českou křesťanskou akademií. Širší veřejnost ho znala z více než dvou desítek výstav jeho fotografií z mikrosvěta buněk viditelného jen pod mikroskopem.
Josef Reischig zemřel po delší nemoci 10. srpna 2008 v Plzni. Poslední rozloučení se uskutečnilo v kostele sv. Martina a Prokopa v Plzni-Lobzích. MUDr. Petr Kufner o něm řekl: "Život Josefa Reischiga byl vnitřním obohacením pro všechny, kdo ho znali". Na jeho počest jsou na Lékařské fakultě v Plzni pořádány semináře z oblasti mikroskopie a ve sportovním výcvikovém středisku Univerzity Karlovy v Poříčí je pořádán turnaj studentů v softbalu, obojí pod názvem Memoriál Josefa Reischiga.

## Dílo
Josef Reischig publikoval desítky vědeckých prací, zabýval tvorbou učebních textů a počítačových programů v oboru genetika. Ve své vědecké práci vyšel z metodiky elektronové a konfokální mikroskopie. Během opakovaných pobytů na Unité de Recherches sur les Rétrovirus et Maladies Associées v Marseille v srpnu 1993 a v srpnu 1995 se zabýval studiem viru HIV. Od roku 1990 se rovněž věnoval uplatnění molekulárních metod v lékařské genetice a oblasti genetiky nádorů a obecným problémům výuky molekulární biologie. Na Lékařské fakultě Univerzity Karlovy zodpovídal za provoz Referenční laboratoře optické mikroskopie a zabýval se aplikací moderních mikroskopických technik v biomedicínském výzkumu. Byl hlavním garantem každoročního mezinárodního semináře zabývajícího se pravidelně tematikou moderních mikroskopických technik a analýzy obrazu v biomedicínském výzkumu.

### Vyučované předměty
- Obecná biologie a genetika
- Klinická genetika
- Mikroskopické techniky a tkáňové kultury
- Molekulární genetika v medicíně
- DNA diagnostika

### Členství v odborných společnostech a vědeckých radách
- Člen vědecké rady Univerzity Karlovy
- Člen vědecké rady Lékařské fakulty Univerzity Karlovy v Plzni
- Člen oborové rady doktorského studia Biologické fakulty Jihočeské univerzity v Českých Budějovicích ve studijním oboru Molekulární a buněčná biologie a genetika
- Hospodář hlavního výboru Československé biologické společnosti
- Člen České společnosti pro vědeckou kinematografii
- Člen směrové rady Obecné biologie Biologické fakulty Jihočeské univerzity v Českých Budějovicích
- Člen komise pro státní doktorské zkoušky Lékařské fakulty Univerzity Karlovy v Hradci Králové
- Člen komise pro obhajoby disertačních prací v doktorském studiu pro obor buněčná a molekulární biologie Lékařské fakulty Univerzity Karlovy v Hradci Králové

### Výukové pořady a multimedia
- 1992 Výukový videopořad Přehled bezobratlých živočichů (Na I. ročníku festivalu edukativní tvorby Edukacio H získal Cenu za nejlepší doplňkový didaktický materiál)
- 1993 Výukový videopořad Komáři (Na II. ročníku festivalu edukativní tvorby Edukacio H (1993) získal Cenu TV stanice NOVA a Cenu časopisu T magazín)
- 1995 Výukový videopořad Prvoci – bičíkovci (Na mezinárodním filmovém festivalu ACADEMIA FILM OLOMOUC '95 získal jednu z hlavních cen festivalu – cenu J. A. Komenského)[14]
- 2001 Encyklopedie Videoatlas bezobratlých živočichů[15]
- 2004 Videoklipy pro všeobecnou encyklopedii UNIVERSUM
- 2004 CD-ROM Mikroskopické fotografie[14]

### Výstavy
Série výstav Pohled do mikrosvěta – Skrytá krása stvoření

Vybrané obrázky jsou zde a mnoho mikrofotografií zde.

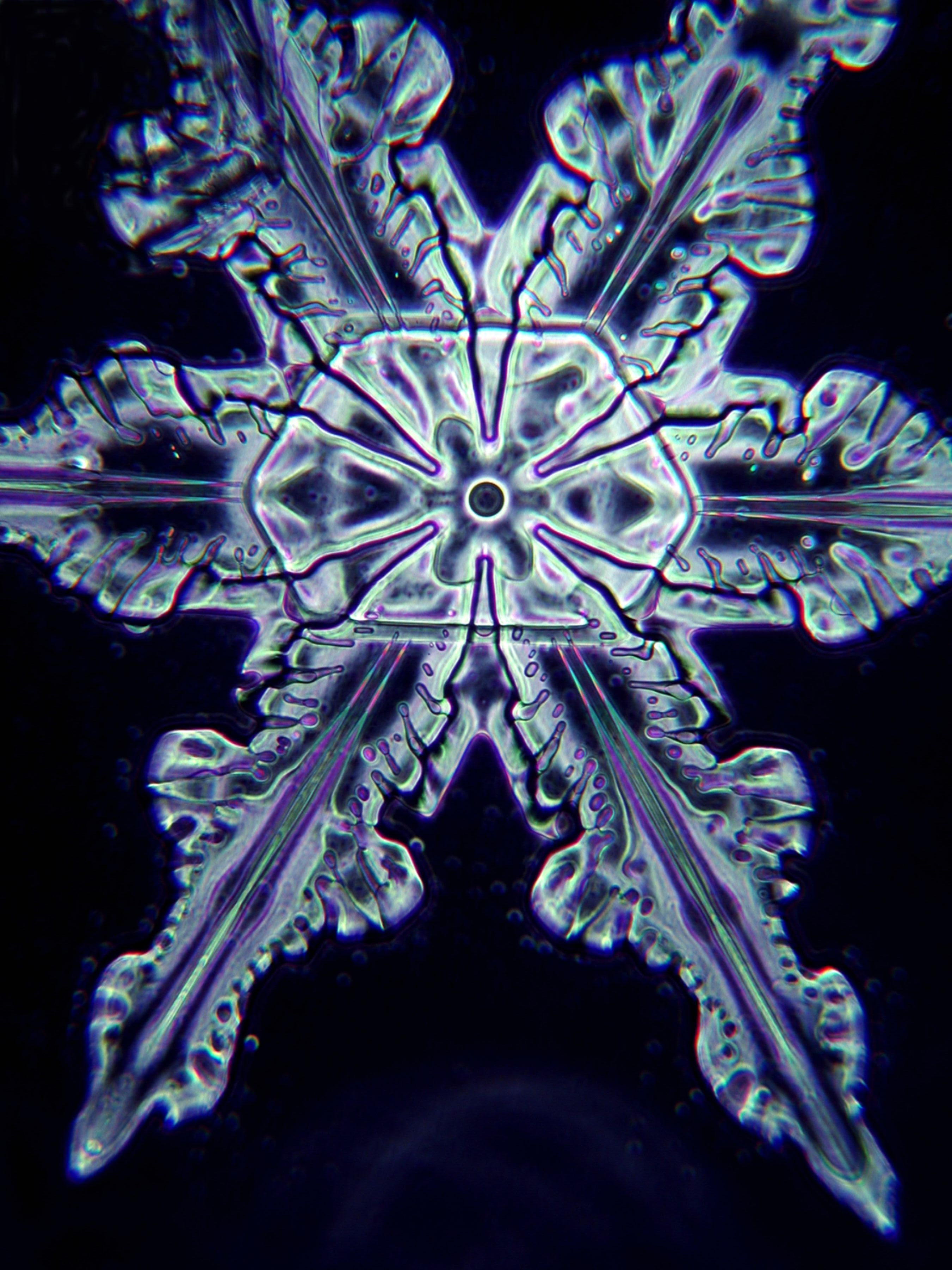
Sněhová vločka
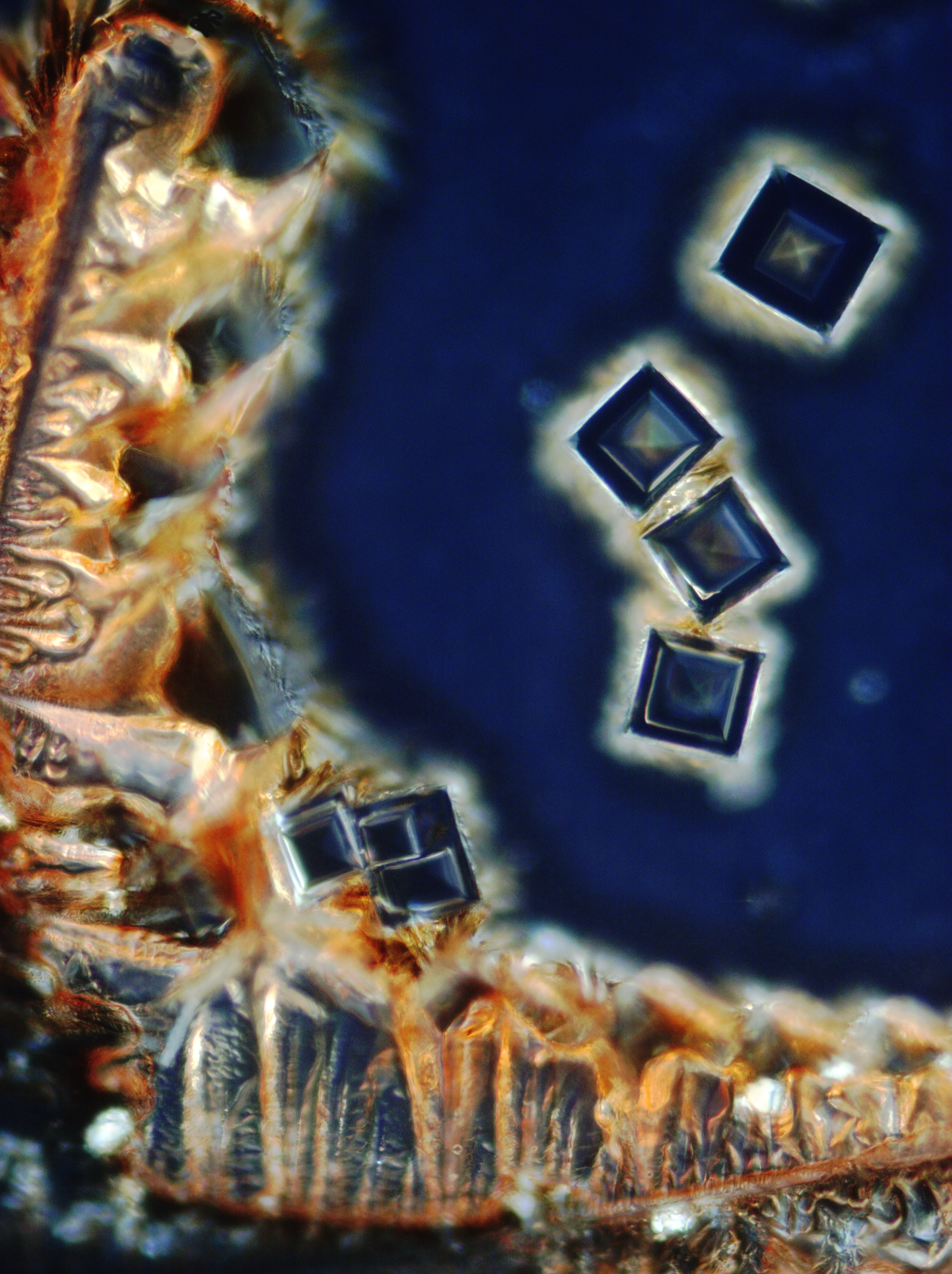
Krystaly adrenalinu
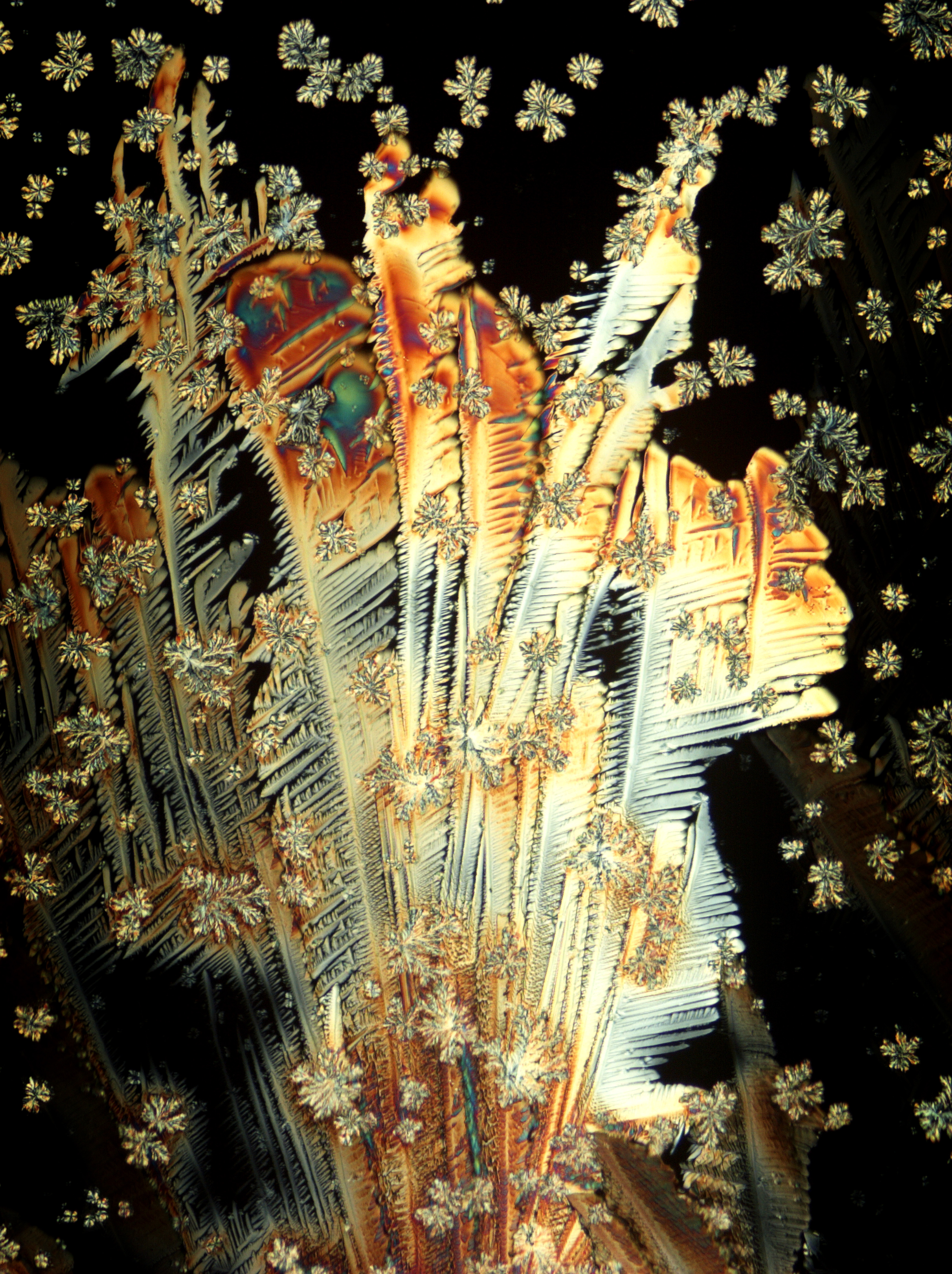
Krystaly vitamínu C
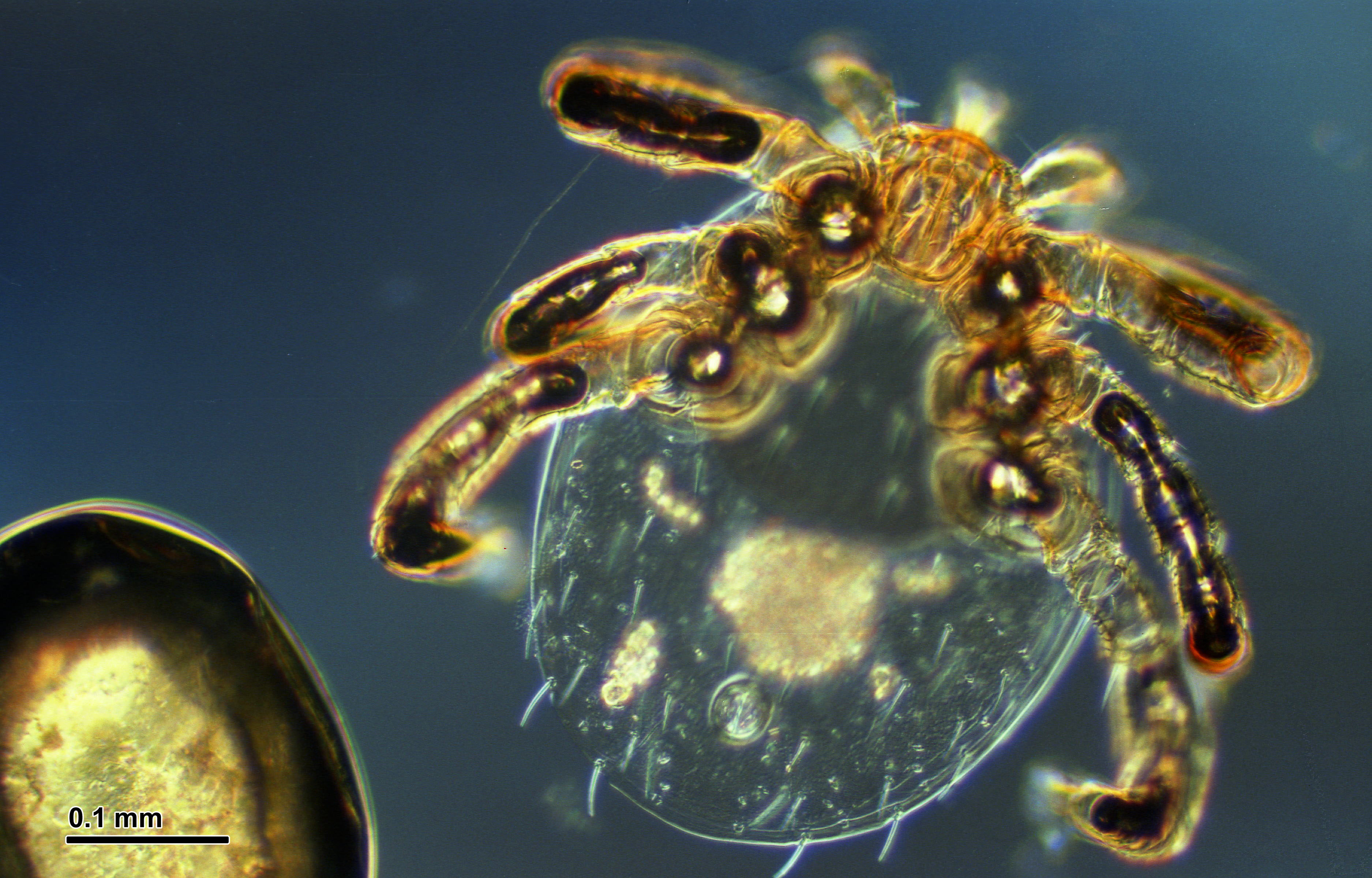
Klíště obecné: larva a část vajíčka
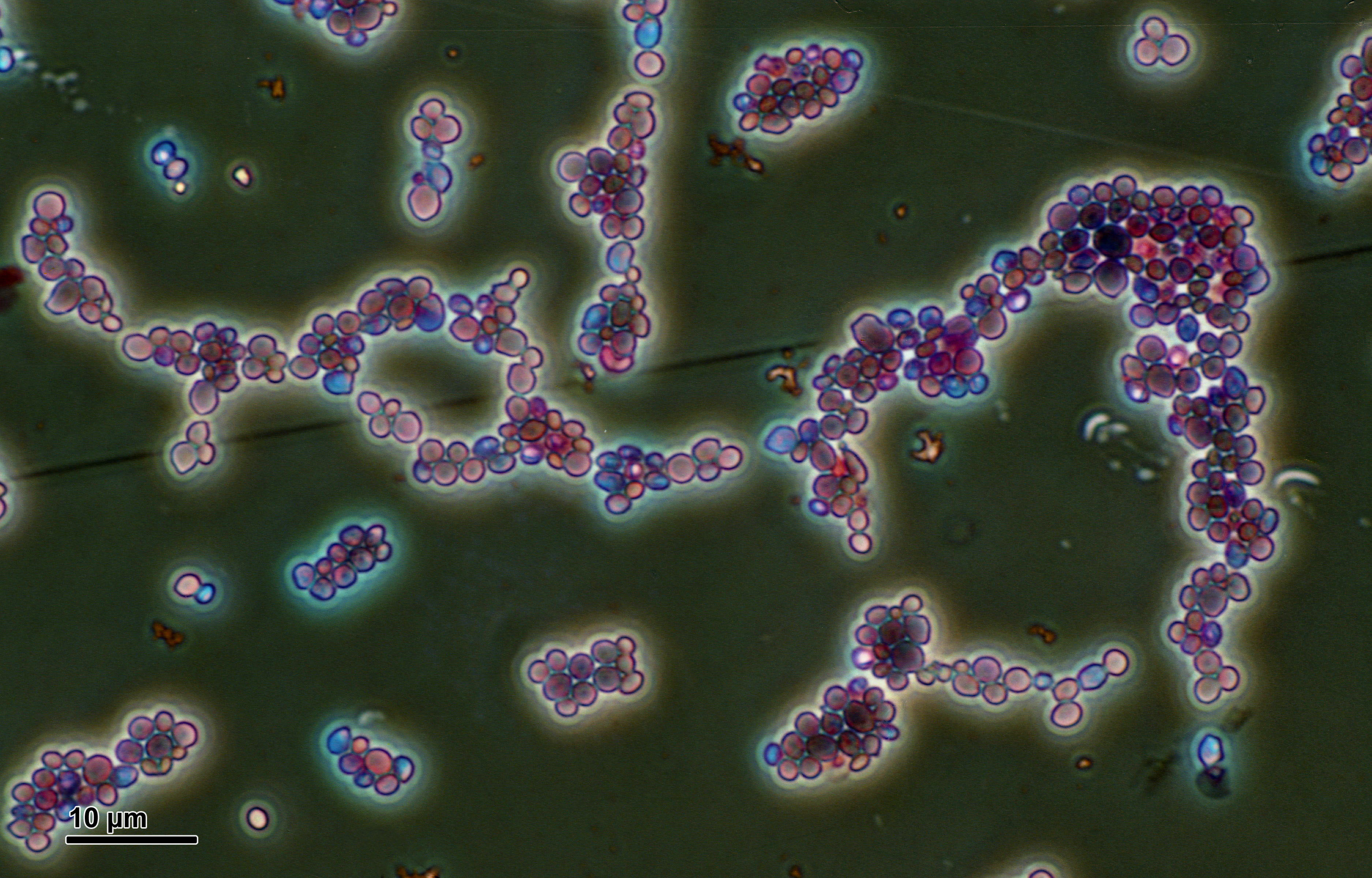
Candida albicans
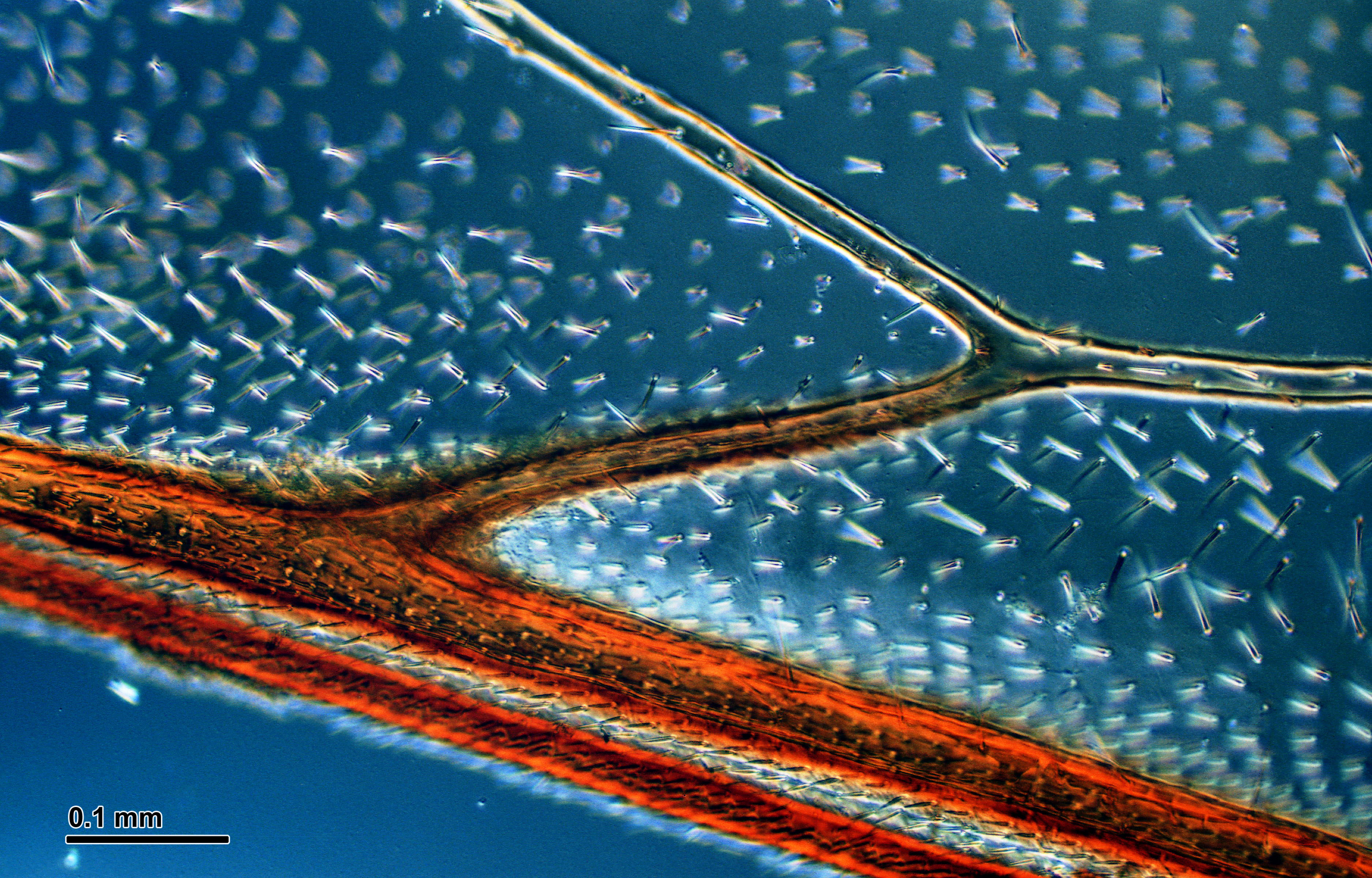
Včela medonosná: křídlo
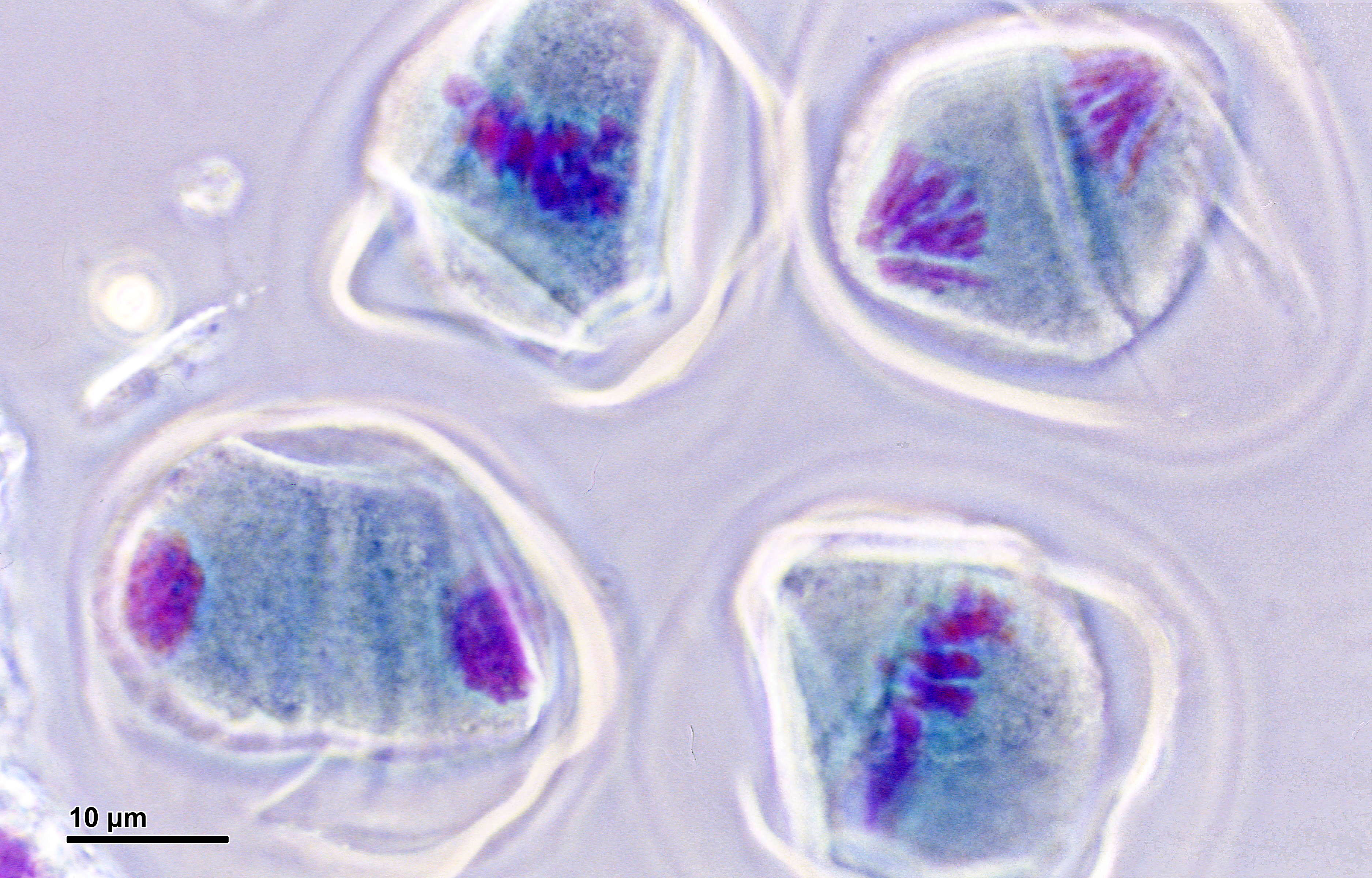
Meióza: Pylové mateřské buňky lilie, M I,A I,T I

- 1995 Plzeň, Šafránkův pavilon
- 1995 Plzeň, Církevní gymnázium
- 1996 Plzeň, Biskupství plzeňské
- 1996 Praha, Palác kultury, Kongresové centrum
- 1996 Karlovy Vary, Kaple sv. Ondřeje
- 1997 Nymburk, Galerie Papyrus
- 1997 Vodňany, Městská galerie
- 1997 České Budějovice, Jihočeská Univerzita
- 1997 Olomouc, Univerzita Palackého
- 1997 Praha, Univerzita Karlova, Křížová chodba Karolina (při příležitosti oslavy výročí 650 let založení University Karlovy)
- 1998 Plzeň, Klášter dominikánů
- 1998 Tachov, Okresní vlastivědné muzeum
- 1999 Stříbro, Městské muzeum
- 1999 Praha, Národní muzeum
- 2000 Praha, Galerie knihkupectví Academia
- 2001 Horní Bříza, Základní škola
- 2002 Plzeň, Šafránkův pavilon
- 2003 Nové Město na Moravě, Horácká galerie
- 2003 Třebíč, Západomoravské muzeum
- 2004 Jihlava, Muzeum Vysočiny
- 2005 Praha, Univerzita Karlova
- 2006 Praha, sídlo firmy Olympus